# Maskarade
Maskarade è un'opera teatrale di Carl Nielsen.

## L'Opera
Dopo l'opera-oratorio Saul og David, composta tra il 1898 e il 1901, Carl Nielsen scrisse quest'opera comica in tre atti su un libretto di Vilhelm Andersen, scrittore, storico e intellettuale danese a cui Nielsen si era espressamente rivolto, e che aveva tratto il soggetto dalla commedia Mascarade dello scrittore e drammaturgo norvegese Ludvig Holberg (1684–1754), pubblicata a Copenaghen nel 1724, con lo pseudonimo di Hans Mikkelsen. Il musicista concepì il progetto dell'opera all'inizio del 1904, iniziò a comporla in primavera ma la terminò soltanto nel mese di ottobre dell'anno successivo. In quel tempo egli era assiduamente impegnato in qualità di secondo violino nell'orchestra del Teatro Reale (allora sotto la direzione di Johan Svendsen), e questo fatto finì per rallentare la composizione dell'opera. La prima rappresentazione ebbe luogo nella capitale danese l'11 novembre 1906, proprio al Teatro Reale, che aveva già inserito la novità nel cartellone prima ancora che l'autore ne avesse terminato la composizione.

## Personaggi e interpreti principali della prima rappresentazione
Jeronimus (Basso, Karl Mantzius), Magdelone, sua moglie (Mezzosoprano, Jonna Neijendam), Leander, loro figlio (Tenore, Hans Kjerulf), Henrik, cameriere di Leander (Baritono, Helge Nissen), Arv, servo di Jeronimus (Tenore, Lars Knudsen), Leonard (Baritono, Peter Jerndorff), Leonora, sua figlia (Soprano, Emilie Ulrich Boserup), Pernille, cameriera di Leonora (Soprano, Ida Møller / Margrete Lendrop). Una guardia notturna (Basso), Un maresciallo (Baritono), Un venditore di maschere (Baritono), Uno studente (Basso), Un altro studente (Tenore), Un insegnante (Baritono), Un giovane venditore di mercanzie (Soprano), Un organizzatore di feste (Baritono), Un ufficiale (Basso), Prima ragazza (Soprano), Seconda ragazza (Mezzosoprano), Terza ragazza (Contralto).

## Organico orchestrale
3 flauti (1 piccolo), 2 oboi, corno inglese, 2 clarinetti, clarinetto basso, 2 fagotti, 4 corni, 3 trombe, 3 tromboni, tuba; timpani, triangolo, tamburo piccolo, grancassa, piatti, castagnette, tam-tam, glockenspiel, campana; violini I, violini II, viola, violoncello, contrabbasso. (Strumenti dietro le quinte nell'atto II: 1 flauto, 1 violino I, 1 violino II, 1 viola, 1 violoncello, 1 contrabbasso).

## Trama
La vicenda ha luogo a Copenaghen, nella primavera del 1723.

### Primo atto
In una notte di baldoria, Leander e il suo maggiordomo Henrik si ubriacano, e il primo, il quale è già promesso a una ragazza che però non conosce ancora, offre un anello di fidanzamento a una bellissima fanciulla di cui si è invaghito e che vuole a tutti i costi incontrare ad una festa in maschera la sera successiva. Anche Magdelone, la madre di Leander, sebbene non sia proprio in verde età, ha un gran desiderio di parteciparvi, ma in questo modo suscita l'ira del marito Jeronimus, che ha ascoltato il suo proposito. Nel frattempo, la promessa sposa di Leander, figlia di Leonard, si ribella alla volontà del padre perché non è minimamente disposta a sposare un uomo che non conosce nemmeno. Jeronimus incontra l'amico Leonard e si lamenta con lui del fatto che anche suo figlio non intende obbedirgli. Così, Leander e la madre Magdelone vengono chiusi in casa insieme ad Henrik perché non possano uscire e recarsi alla festa mascherata. Per maggiore sicurezza sono sorvegliati dal servo Arv.

### Secondo atto
Henrik si traveste da fantasma e in tal modo riesce a spaventare Arv, il quale, terribilmente impaurito, arriva addirittura a confessare tutte le sue colpe, compresa la sua relazione clandestina con la cuoca. Dietro promessa di mantenere il segreto, Henrik riesce ad uscire insieme all'amico e a recarsi con lui alla sospirata festa. Lì Leander, in mezzo a un folto gruppo di allegri ragazzi e ragazze, ritrova Leonora, la bella fanciulla che l'aveva colpito a prima vista, e può finalmente dichiararle il suo amore sotto lo sguardo compiaciuto di Henrik e della giovane Pernille, cameriera della ragazza, giunta al ballo insieme alla sua padrona. Ma alla mascherata, seguito dal fido Arv, è arrivato sotto mentite spoglie anche Jeronimus, che si è accorto per tempo della sparizione di suo figlio. Magdelone, rimasta finalmente sola in casa, riesce ad andarci pure lei in compagnia di Leonard. Poiché sono tutti nascosti da una maschera, nessuno li riconosce.

### Terzo atto
Nel clima di piacere e di divertimento che la festa sta creando, Henrik si compiace di corteggiare tutte le ragazze che aveva incontrato la sera precedente. Intanto la pur attempata Magdelone è oggetto delle mire amorose di Leonard, ma si mostra cauta perché teme la gelosia del marito Jeronimus. Scoperta la presenza di costui alla festa, Henrik fa di tutto perché il burbero sia fatto ubriacare nel corso di una pantomima di argomento mitologico che ha per protagonisti Marte e Venere. Il piano ha effetto e Jeronimus diventa sempre più allegro tanto da farsi lui stesso il principale animatore della spensierata compagnia. Ma ad un certo punto lo smascheramento generale potrebbe portare a pericolose conseguenze, se non fosse che la bella Leonora finalmente si fa riconoscere come la figlia di Leonard, rivelando pure di essersi innamorata di Leander, proprio il giovane al quale suo padre l'aveva promessa in sposa. Tutto dunque finisce bene in una vivacissima danza, al termine della quale Henrik si rivolge al pubblico invitandolo ad applaudire una così eccellente rappresentazione.

## Commento storico-critico
La commedia era stata scritta da Holberg per le feste mascherate, molto frequentate non solo dai nobili ma anche dalla borghesia, che erano allestite in quel tempo al Teatro Grønnegade di Copenaghen, dove fin dal 1722 si davano rappresentazioni di commedie in lingua danese. Nielsen fu attratto soprattutto dal personaggio di Henrik, che in qualche modo gli ricordava il Figaro di Beaumarchais; musicalmente fu affascinato invece in particolare dall'Intermezzo della commedia - privo di testo cantato - che gli dava modo di valorizzare l'espressività dell'orchestra nel colorire il multiforme e scintillante ambiente di una festa.
Inizialmente il libretto di Vilhelm Andersen fu criticato per il taglio piuttosto grezzo, la schematicità di certi personaggi e anche per il tipo di versificazione scelto, che prevedeva un uso troppo accentuato della rima. La musica di Nielsen però, tra l'altro ricchissima di ritmi e melodie di danza, riuscì a compensare questi difetti, ad approfondire la fisionomia e l'umanità dei personaggi, e anche a correggere gli aspetti troppo "leggeri" del testo.
Diretta in prima rappresentazione dallo stesso autore, con la regia di Julius Lehmann, l'opera fu molto ammirata ed ebbe un notevole successo. Anche i critici si rivelarono nell'insieme assai favorevoli. Edvard Grieg, che assistette ad una replica nel marzo del 1907, scrisse l'indomani una lettera al compositore mostrandosi entusiasta della sua nuova opera. Maskarade si avviò a diventare, con sempre nuove rappresentazioni, una delle opere più apprezzate e applaudite di tutto repertorio operistico del Novecento. Nel 1925 aveva già raggiunto la cinquantesima rappresentazione. Fu conosciuta anche in Svezia, poi negli Stati Uniti (a New York e Chicago), quindi in Inghilterra (a Leeds e a Londra) e in altri grandi teatri d'Europa. Nel Regno Unito la traduzione inglese del libretto (la migliore fu quella di Reginald Spink), pur avendo l'effetto di impoverire certi tratti specificamente danesi dell'intreccio, ebbe tuttavia il vantaggio di permettere una ben maggiore comprensibilità.

## Discografia e video
- Carl August Nielsen, Maskarade. Ibn Hansen, Gurli Plesner, Tonny Landy, Mogens Schmidt Johansen, Gert Bastian, Edith Brodersen et al. The Danish National Symphony Orchestra and Choir, dir. John Frandsen (2 CD Dacapo Classical. EAN 0747313150762).
- Carl August Nielsen, Maskarade, 2 CD Cantus Line (2011). EAN: 4032250152433.
- Carl August Nielsen, Maskarade. Stephan Milling, Susanne Resmark, Niels Jørgen Riis, Mogens Gert Hansen, Johann Reuter, Poul Elming, Gisela Stille, Hanne Fischer et al. The Royal Danish Orchestra and Choir, dir. Michael Schonwandt; regia di Kasper Bech Holten (DVD Dacapo Classical, ASIN B000Y1BR02), 2008. (Stessa versione in CD: Dacapo Classical, ASIN B01KAR5062).